# ROX-Filer
ROX-Filer is een vrije bestandsbeheerder voor X11 en kan dus gebruikt worden onder Linux en Unix. Het maakt deel uit van de desktopomgeving ROX Desktop (waar het ook de pictogrammen op het bureaublad beheert) maar kan ook los van ROX Desktop gebruikt worden. Het is de standaard bestandsbeheerder in enkele Linuxdistributies zoals Puppy Linux en Dyne:bolic. 

## Andere file managers met de naam "Filer"
De XFCE bestandsbeheerder Thunar, die voor XFCE 4.4 (en latere edities) gecreëerd werd ter vervanging van de oudere file manager Xffm, heette origineel simpelweg "Filer". Het programma werd echter hernoemd om verwarring te voorkomen met de reeds bestaande ROX-Filer. De uiteindelijke keuze verwijst naar de Noors/Germaanse god van storm en donder Donar (de West-Germaans benaming voor Thor).

## Voorwaarden
ROX-Filer is gemaakt met behulp van GTK+ en wordt beschikbaar gesteld onder de voorwaarden van de GPL.